# 3 on 3 NHL Arcade
3 on 3 NHL Arcade är ett NHL-licenserat ishockeyspel för Xbox 360 och PlayStation 3. Spelet är utvecklat av EA Sports Freestyle.
En demo av spelet finns på PlayStation 3-versionerna av NHL 11 och NHL 12. Spelet finns numera inte längre att köpa i digitala butiker på grund av utgående licens.

## Spelupplägg
Som namnet antyder, är spelet avskalat till enstaka matcher med tre NHL-spelare per lag, som har lite större huvud än i verkligheten. Spelet tillåter att spela multiplayer online och single player. Spelet spelas på en "först till..." snarare än inom en fastställd tidpunkt, vilket innebär att det kan vara en nästan obegränsat antal perioder per match. Powerups kan erhållas som kan ge fördelar för endera laget.

### Fotnoter
1. ↑  ”3 on 3 NHL Arcade” (på engelska). Mobygames. 28 maj 2009. http://www.mobygames.com/game/3-on-3-nhl-arcade. Läst 18 juni 2016.